# Bahnstrecke Frose–Quedlinburg
| Übergang am Bahnhof Gernrode in Richtung Quedlinburg |                                                |                                                  |                                                  |
| Streckennummer (DB): | 6862                                           |                                                  |                                                  |
| Kursbuchstrecke (DB): | 332 (2004)                                     |                                                  |                                                  |
| Kursbuchstrecke: | 158g (1934)                                    |                                                  |                                                  |
| Streckenlänge: | 30,2 km                                        |                                                  |                                                  |
| Spurweite: | 1435 mm Gernrode–Quedlinburg seit 2006 1000 mm |                                                  |                                                  |
| Streckenklasse: | ehem. C4                                       |                                                  |                                                  |
| |                                                |                                                  |                                                  |
| \| \| −0,70 \| von Halberstadt \| von Halberstadt \| \| \| −0,30 \| Frose \| Frose \| \| \| \| nach Aschersleben \| \| \| \| \| A 36 \| \| \| \| 3,27 \| Reinstedt \| Reinstedt \| \| \| \| Selke \| \| \| \| \| B 185 \| \| \| \| 7,84 \| Ermsleben \| Ermsleben \| \| \| \| Selke \| \| \| \| 10,56 \| Meisdorf \| Meisdorf \| \| \| 13,51 \| Ballenstedt Ost (bis 1922: Ballenstedt Stadt) \| Ballenstedt Ost (bis 1922: Ballenstedt Stadt) \| \| \| \| B 185 \| \| \| \| 15,38 \| Ballenstedt West (bis 1922: Ballenstedt Schloss) \| Ballenstedt West (bis 1922: Ballenstedt Schloss) \| \| \| 19,43 \| Rieder (Harz) \| Rieder (Harz) \| \| \| 20,85 \| Gernrode (Harz) (Normalspur) \| 210 m \| \| \| \| Selketalbahn von Hasselfelde (Meterspur) \| \| \| \| 22,29 \| Bad Suderode (zuvor Bf) \| 187 m \| \| \| \| Anst Kaserne Quarmbeck \| \| \| \| 24,90 \| Quedlinburg-Quarmbeck \| 152 m \| \| \| \| von Thale (Normalspur, Strecken parallel) \| \| \| \| \| von Blankenburg \| \| \| \| 29,52 \| Quedlinburg (Ende Meterspur) \| 122 m \| \| \| \| nach Magdeburg \| \| |                                                |                                                  |                                                  |
| Strecke | −0,70                                          | von Halberstadt                                  | von Halberstadt                                  |
| Bahnhof | −0,30                                          | Frose                                            | Frose                                            |
| Abzweig ehemals geradeaus und nach links |                                                | nach Aschersleben                                | nach Aschersleben                                |
| Strecke mit Straßenbrücke (Strecke außer Betrieb) |                                                | A 36                                             | A 36                                             |
| Haltepunkt / Haltestelle (Strecke außer Betrieb) | 3,27                                           | Reinstedt                                        | Reinstedt                                        |
| Brücke über Wasserlauf (Strecke außer Betrieb) |                                                | Selke                                            | Selke                                            |
| Bahnübergang (Strecke außer Betrieb) |                                                | B 185                                            | B 185                                            |
| Bahnhof (Strecke außer Betrieb) | 7,84                                           | Ermsleben                                        | Ermsleben                                        |
| Brücke über Wasserlauf (Strecke außer Betrieb) |                                                | Selke                                            | Selke                                            |
| Haltepunkt / Haltestelle (Strecke außer Betrieb) | 10,56                                          | Meisdorf                                         | Meisdorf                                         |
| Bahnhof (Strecke außer Betrieb) | 13,51                                          | Ballenstedt Ost (bis 1922: Ballenstedt Stadt)    | Ballenstedt Ost (bis 1922: Ballenstedt Stadt)    |
| Bahnübergang (Strecke außer Betrieb) |                                                | B 185                                            | B 185                                            |
| Haltepunkt / Haltestelle (Strecke außer Betrieb) | 15,38                                          | Ballenstedt West (bis 1922: Ballenstedt Schloss) | Ballenstedt West (bis 1922: Ballenstedt Schloss) |
| Haltepunkt / Haltestelle (Strecke außer Betrieb) | 19,43                                          | Rieder (Harz)                                    | Rieder (Harz)                                    |
| Bahnhof (Strecke außer Betrieb) | 20,85                                          | Gernrode (Harz) (Normalspur)                     | 210 m                                            |
| Abzweig ehemals geradeaus und von links |                                                | Selketalbahn von Hasselfelde (Meterspur)         | Selketalbahn von Hasselfelde (Meterspur)         |
| Haltepunkt / Haltestelle | 22,29                                          | Bad Suderode (zuvor Bf)                          | 187 m                                            |
| Abzweig geradeaus und ehemals nach rechts |                                                | Anst Kaserne Quarmbeck                           | Anst Kaserne Quarmbeck                           |
| Haltepunkt / Haltestelle | 24,90                                          | Quedlinburg-Quarmbeck                            | 152 m                                            |
| Abzweig geradeaus und von links |                                                | von Thale (Normalspur, Strecken parallel)        | von Thale (Normalspur, Strecken parallel)        |
| Abzweig geradeaus und ehemals von links |                                                | von Blankenburg                                  | von Blankenburg                                  |
| Bahnhof | 29,52                                          | Quedlinburg (Ende Meterspur)                     | 122 m                                            |
| Strecke |                                                | nach Magdeburg                                   | nach Magdeburg                                   |

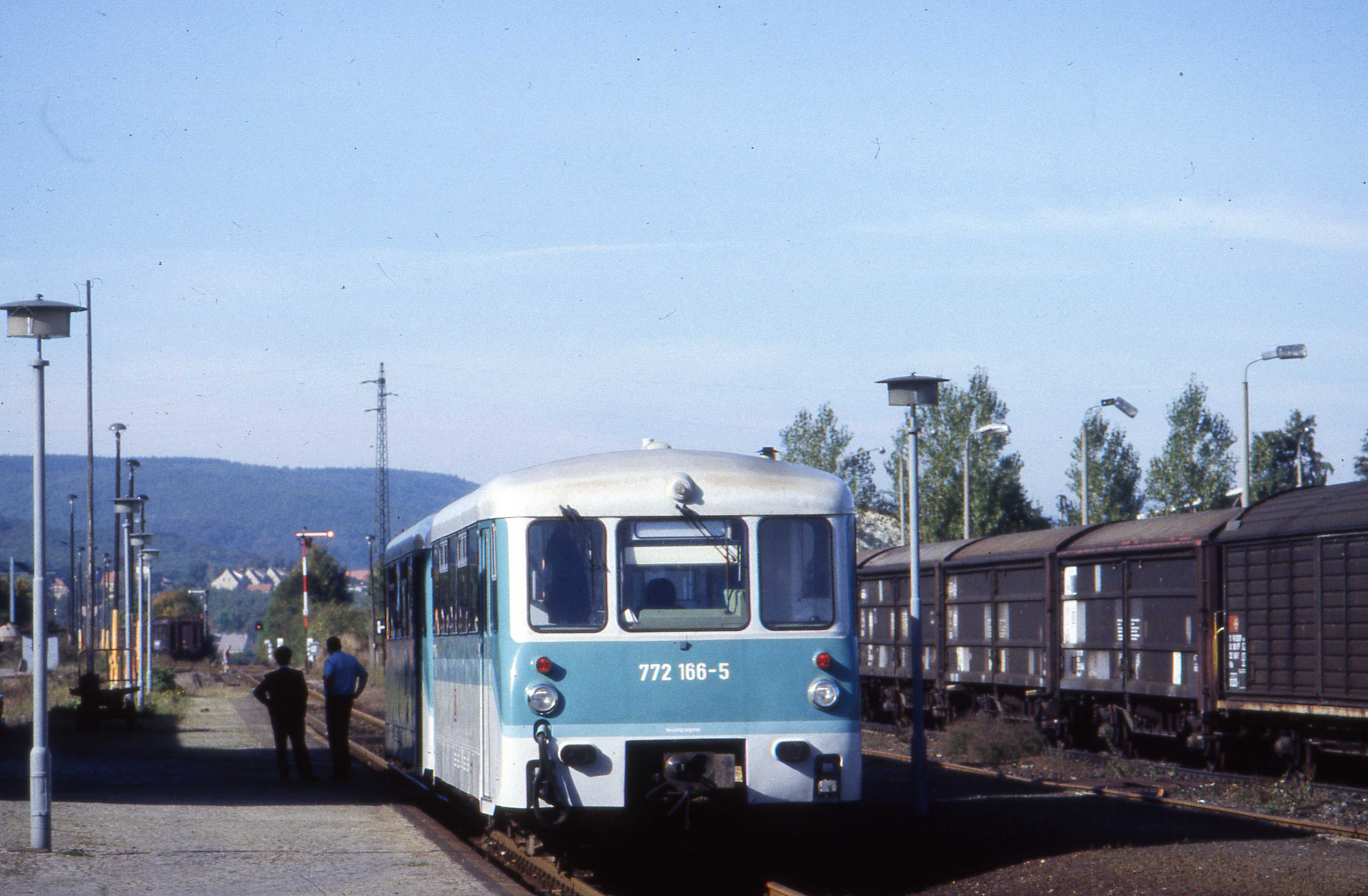
Sogenannte Ferkeltaxe im Bahnhof Gernrode (Blickrichtung nach Quedlinburg)

Die Bahnstrecke Frose–Quedlinburg, im Volksmund auch als Balkan bezeichnet, war eine normalspurige Nebenbahn am Nordrand des Harzes in Sachsen-Anhalt. Die Strecke führte von Frose über Gernrode nach Quedlinburg. Sie wurde 2004 stillgelegt und anschließend im Abschnitt Gernrode–Quedlinburg von den Harzer Schmalspurbahnen auf Meterspur umgebaut. Seit dem 26. Juni 2006 ist dieser Abschnitt als Teil der Selketalbahn wieder in Betrieb.

## Geschichte

### Vorgeschichte und Bau
Am 28. Juli 1864 erhielt die Magdeburg-Halberstädter Eisenbahngesellschaft (MHE) vom Herzogtum Anhalt die Genehmigung zum Kauf der Anhalt-Cöthen-Bernburger Eisenbahn-Gesellschaft und die Konzession zum Bau der Strecke Halberstadt–Aschersleben–Bernburg–Halle. Teil der Konzession war die Auflage, eine Zweigbahn von Frose nach Ballenstedt zur Sommerresidenz der anhaltischen Herzöge zu bauen.
1865 begannen die Arbeiten an der Strecke von Frose nach Ballenstedt, die allerdings schon bald wegen des 1866 ausgebrochenen Deutschen Krieges zwischen Preußen und Österreich verzögert wurden. Am 7. Januar 1868 wurde die Strecke Frose–Ballenstedt Schloß (später: Ballenstedt West) feierlich eröffnet.
1878 wurde die Strecke zur Nebenbahn abgestuft. Am 1. Juli 1885 wurde die Verlängerung bis Quedlinburg in Betrieb genommen. Durch den Bau der Strecke konnten bereits einige Jahre vorher gehegte Pläne zur Bahnerschließung des Ostharzes verwirklicht werden. 1887 wurde die schmalspurige Selketalbahn in Betrieb genommen, die in Gernrode an die Normalspurstrecke aus Frose anschloss. Da wegen der engen Kurvenradien ein Rollbock- oder Rollwagenverkehr auf der Schmalspurbahn nicht möglich war, mussten die Güter in Gernrode umgeladen werden.

### Nach dem Zweiten Weltkrieg
1951 war auch die Strecke Frose–Quedlinburg von den Maßnahmen zur Gewinnung von Oberbaustoffen für den Berliner Außenring betroffen. Neben der Demontage von Nebengleisen wurden statt der vorhandenen Schienen Bauform S49 schwächere der Bauform S33 eingebaut, die u. a. von der dafür teilweise stillgelegten Windbergbahn in Sachsen stammten. Infolgedessen mussten die zulässigen Achsfahrmassen und die Streckengeschwindigkeit herabgesetzt werden, was zu verlängerten Fahrzeiten führte.
Der Güterverkehr wurde abschnittsweise eingestellt. Zwischen Gernrode und Frose fuhr seit dem 1. Januar 1998 kein Güterzug mehr, zwischen Quedlinburg und Gernrode seit dem 10. Juni 2001. Die Strecke wurde bis 2003 im regulären Schienenpersonennahverkehr befahren. Der Jahresfahrplan 2003 wies unter der KBS 332 Quedlinburg–Gernrode–Aschersleben insgesamt acht täglich verkehrende Zugpaare in der Relation Quedlinburg–Aschersleben aus. Aufgrund der Streckenführung mussten diese Züge in Frose die Fahrtrichtung wechseln. Weitere Züge verdichteten werktags das Angebot zwischen Quedlinburg und Ballenstedt Ost zu einem Stundentakt.
Am 28. Juni 2003 wurde das Stellwerk Ballenstedt Ost durch Brandstiftung stark beschädigt. Versuche zur Reparatur wurden durch die Deutsche Bahn AG nicht unternommen, entsprechende Anfragen seitens der Landkreise zurückgewiesen. Stattdessen wurde der Schienenersatzverkehr zwischen Ermsleben und Gernrode aufrechterhalten. Gleichzeitig begannen die Vorbereitungen zur Stilllegung dieser Strecke. Nachdem am 13. Dezember 2003 der Betrieb zwischen Aschersleben und Ermsleben eingestellt wurde, fuhr am 31. Januar 2004 der letzte Zug zwischen Gernrode und Quedlinburg. Der Verkehr auf der Bahnstrecke zwischen Quedlinburg und Aschersleben wurde zum 31. Dezember 2004 vom Land formal abbestellt, nachdem das parallel laufende Busangebot inzwischen ausgebaut worden war.
Am 15. Juni 2004 genehmigte das Eisenbahnbundesamt die Stilllegung des Abschnittes Frose–Gernrode, juristisch vollzogen wurde sie am 31. Juli 2004. An einigen Bahnübergängen (unter anderem auf der L85, an der Roseburg sowie zuletzt im Juni 2012 in Ballenstedt und Ermsleben) sind bereits die Schienen herausgetrennt und der Übergang wurde asphaltiert. 2016 wurden fast sämtliche Schienen zwischen Gernrode und Ballenstedt entfernt. Es gab seit dem Jahr 2014 den Plan, auf der Strecke einen Fahrradweg zu errichten. Baubeginn für den Radweg zwischen Ballenstedt und Rieder war im Frühjahr 2019.

### Umbau der Teilstrecke Quedlinburg–Gernrode
Bereits seit 1990 existierten Pläne und Unterlagen zu einem Dreischienengleis zwischen Gernrode und Quedlinburg, die jedoch lange an der fehlenden finanziellen Förderung durch das Land und die Deutsche Bahn AG scheiterten. Nachdem die Harzer Schmalspurbahnen den Streckenabschnitt kauften und eine eigene Finanzierung für den Umbau auf Meterspur sowie die Sanierung aller Bahnübergänge aufstellten, förderte auch das Land Sachsen-Anhalt das Vorhaben mit insgesamt 6,5 Millionen Euro. Am 18. April 2005 begannen die Bauarbeiten.
Am 17. Februar 2006 wurde die umgebaute Strecke von der Eisenbahnaufsichtsbehörde Sachsen-Anhalts freigegeben. Eröffnet wurde sie am 4. März 2006 mit einer Festveranstaltung mit Sonderzügen. Da noch verschiedene Restarbeiten auszuführen waren, verkehrten bis zur Aufnahme des planmäßigen Reisezugverkehr am 26. Juni 2006 nur einige Sonderzüge.
Der Fahrplan weist täglich acht Zugpaare zwischen Gernrode und Quedlinburg aus, wovon drei dampflokbespannte Zugpaare sind.

## Namen
Die Strecke trug im Volksmund den Namen Balkan, offenbar eine Abwandlung des spöttisch verwendeten Begriffs „Balkanexpress“.

## Betriebsstellen

### Bad Suderode
Um den seit 1927 genutzten Verkehrslandeplatz Quarmbeck ab 1934 für die deutsche Luftwaffe zum Fliegerhorst Römergraben umzubauen, wurde eine drei Kilometer lange Anschlussbahn vom Bahnhof Bad Suderode gebaut. Diese verlief bis kurz vor dem Haltepunkt Quedlinburg-Quarmbeck parallel zur Strecke nach Quedlinburg, bevor sie in einem Rechtsbogen zum Kasernengelände führte.

### Quedlinburg-Quarmbeck
Der Haltepunkt, direkt an der Landesstraße 239 (Quedlinburg–Bad Suderode) gelegen, wurde am 2. Oktober 1936 unter der Bezeichnung Römergraben in Betrieb genommen.

### Quedlinburg
Der Quedlinburger Bahnhof wurde 1863 als Durchgangsbahnhof erbaut. Das Gleis 3 hatte vor dem Umbau zum Schmalspurgleis eine Verbindung in Richtung Halberstadt, heute ermöglicht ein Umfahrgleis das Umsetzen der Loks. Vom Gleis 1 West führte von 1908 bis 1969 im Personenverkehr die sogenannte Quäke über Thale-Bodetal nach Blankenburg (Harz).

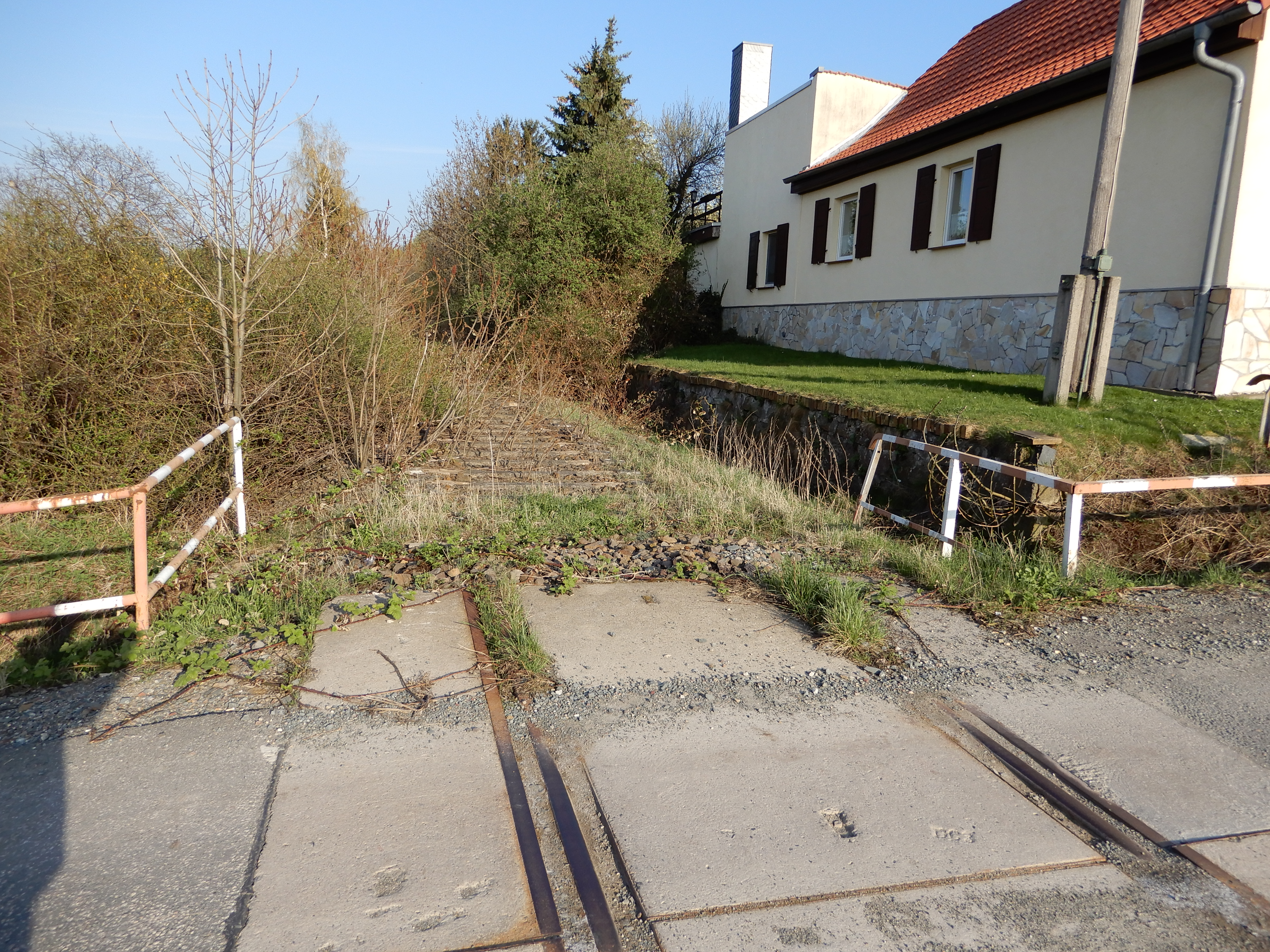
Gleis in Rieder (2018)
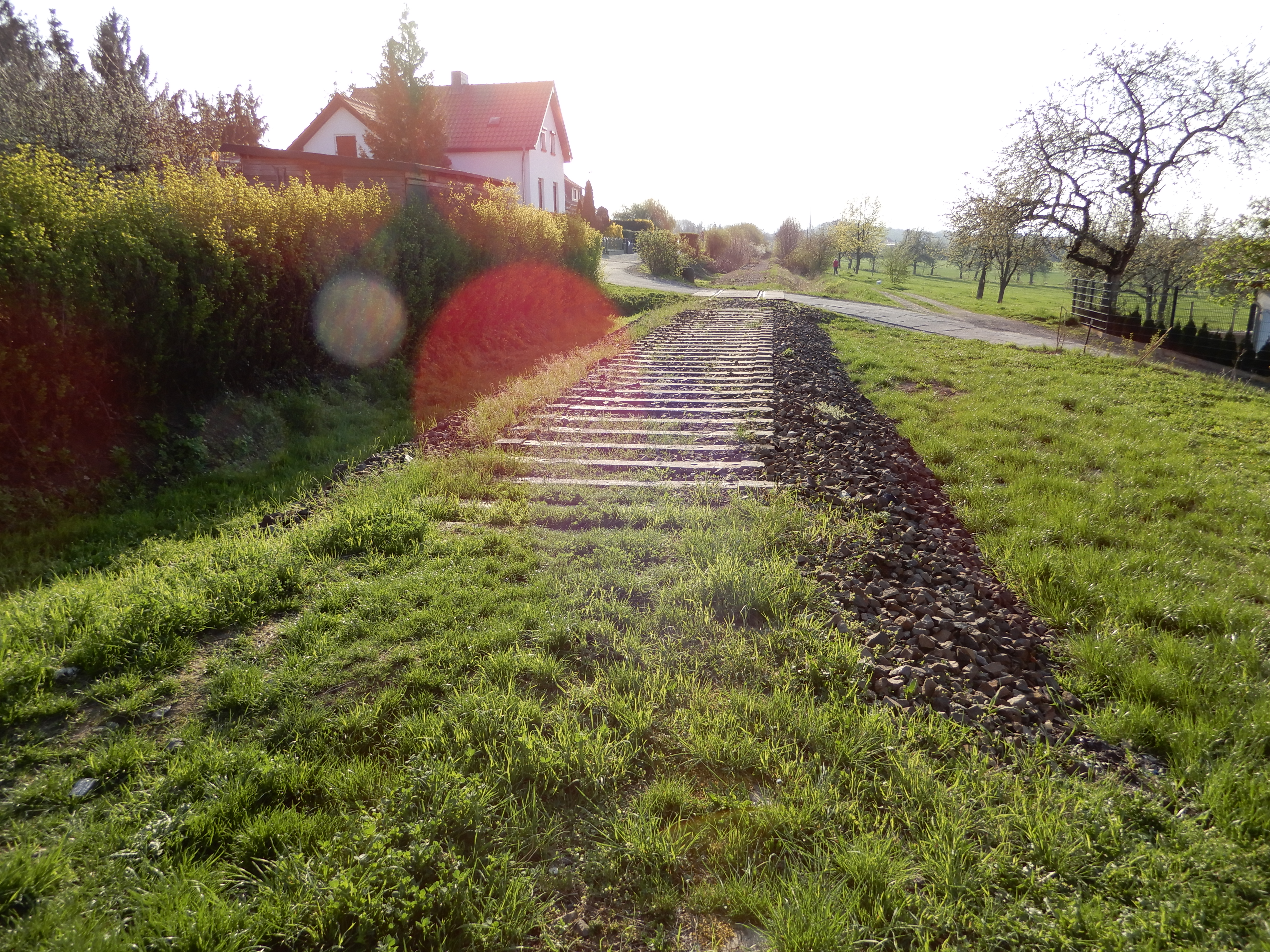
Gleis-Unterbau in Rieder (2018)
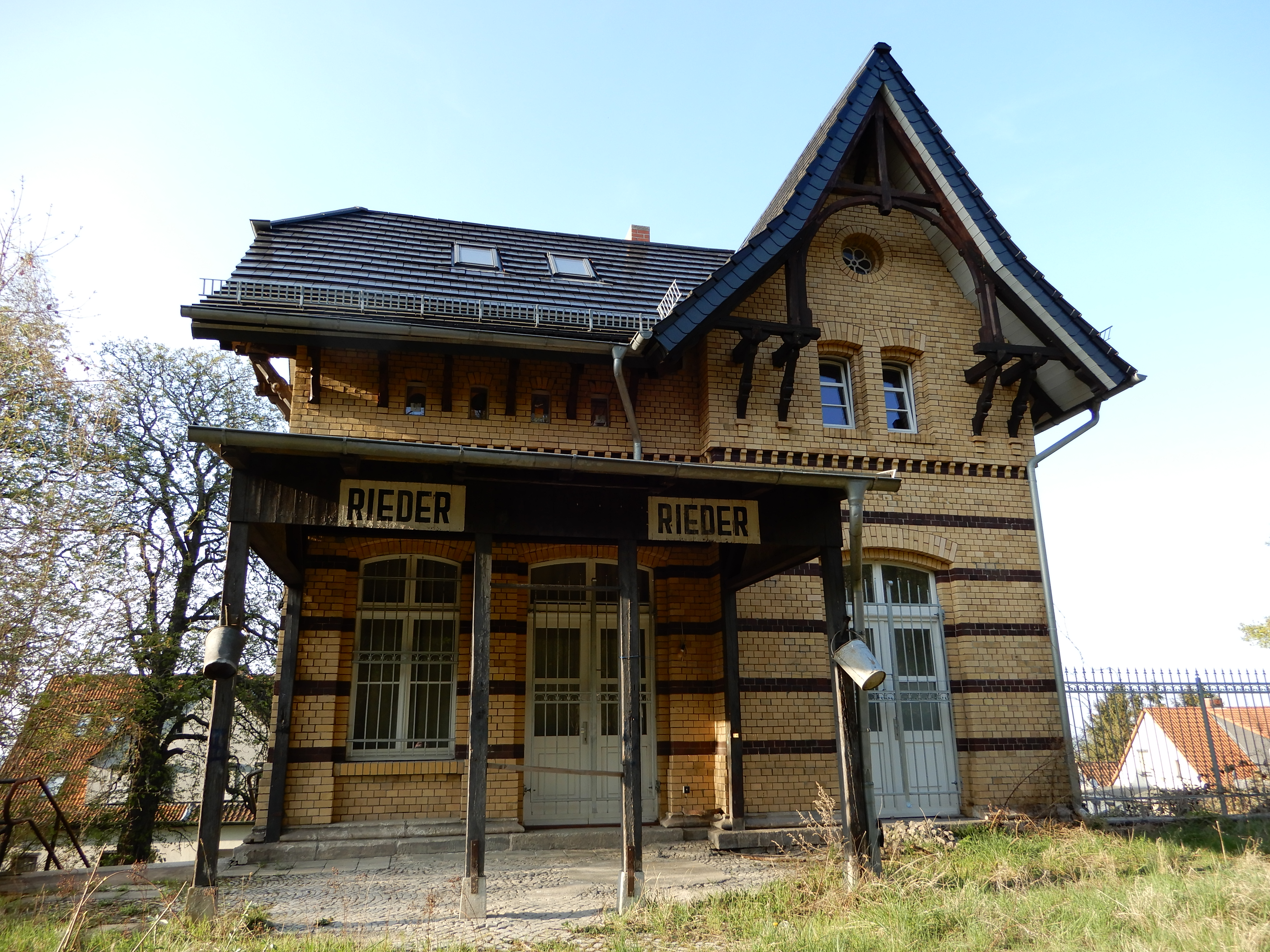
Ehemaliger Bahnhof Rieder (2018)
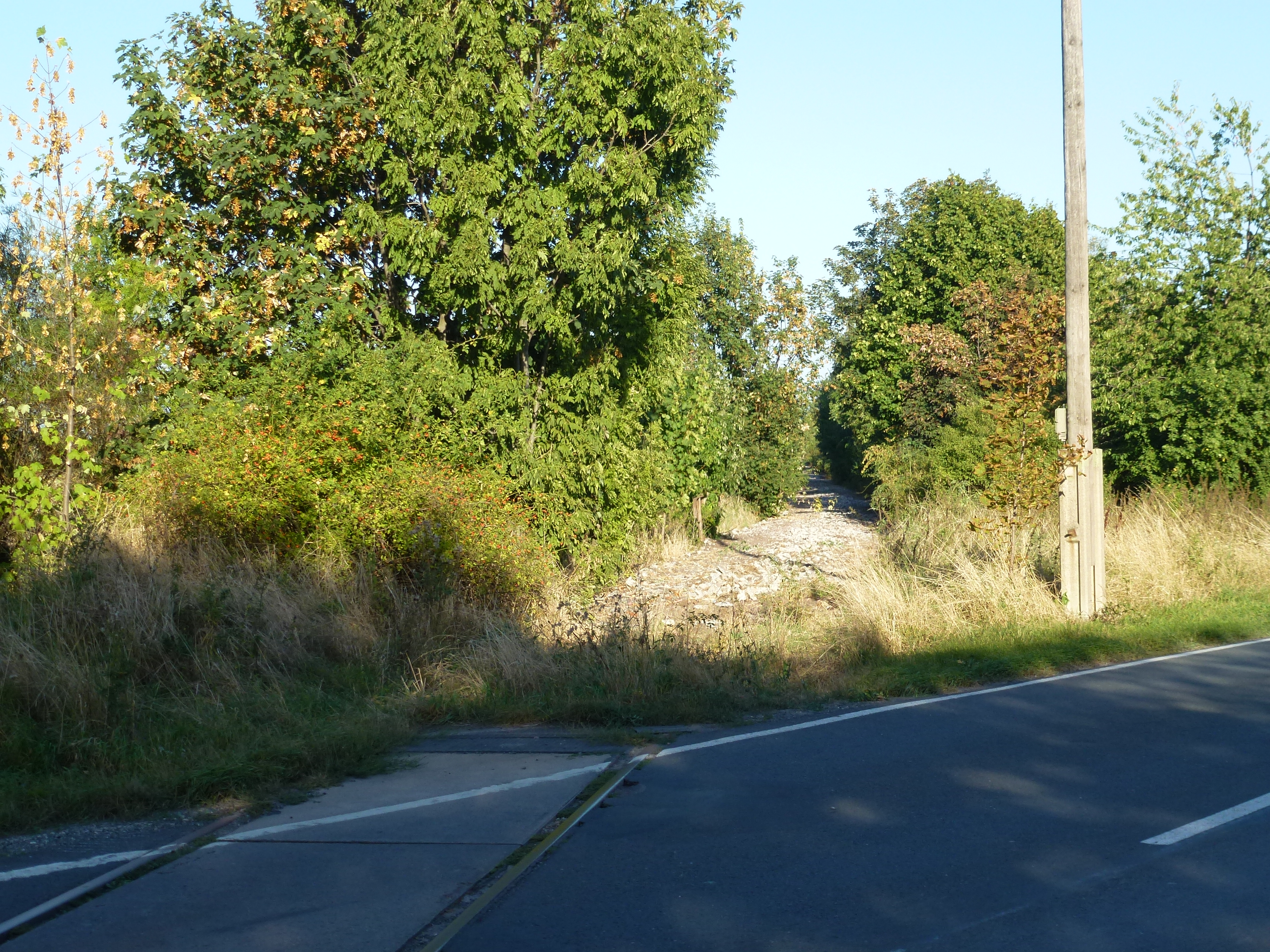
Ehemaliger Bahnübergang über die Landesstraße L 242 bei Ballenstedt (2016)
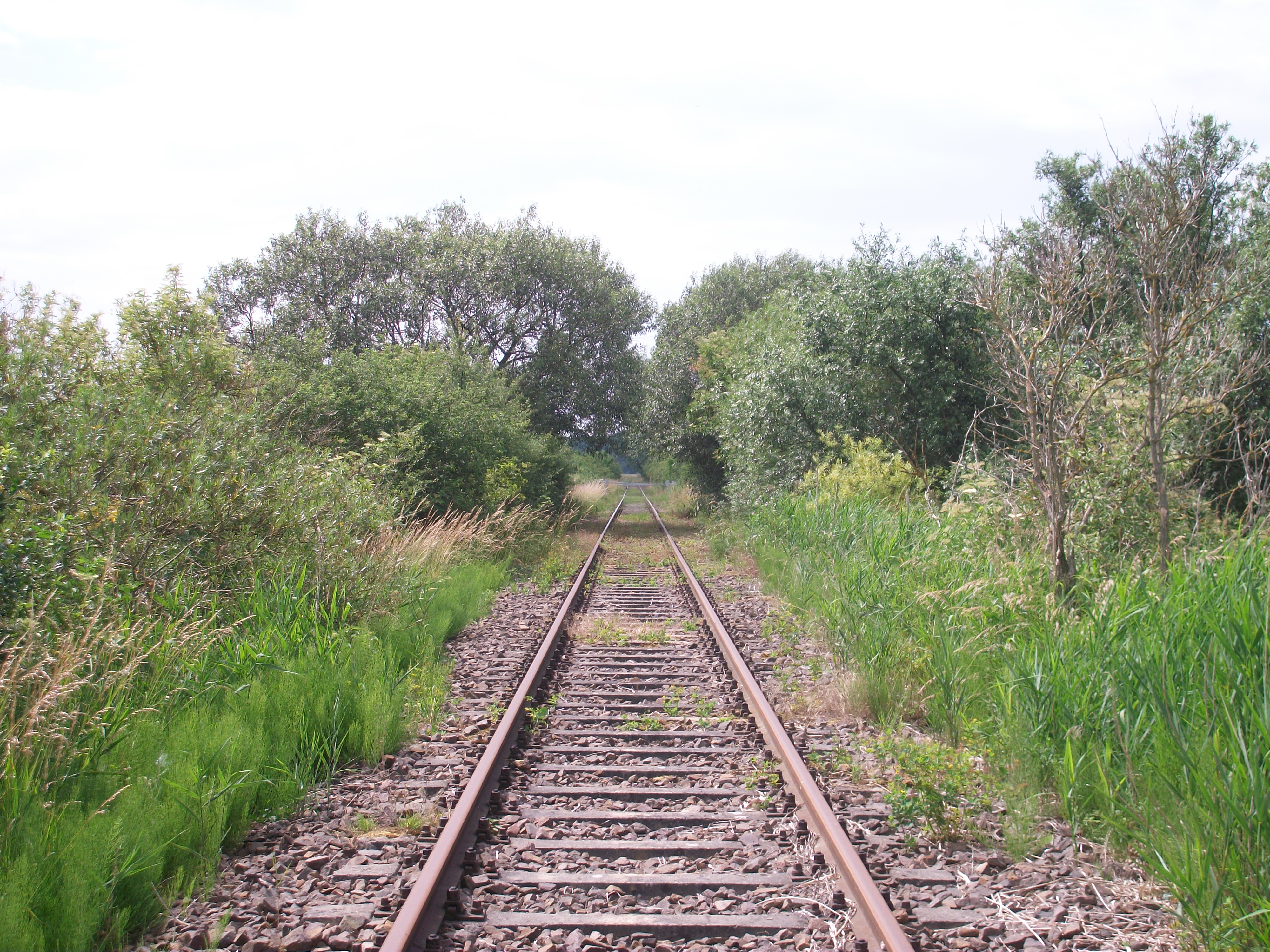
Gleis nahe Ballenstedt (2012)
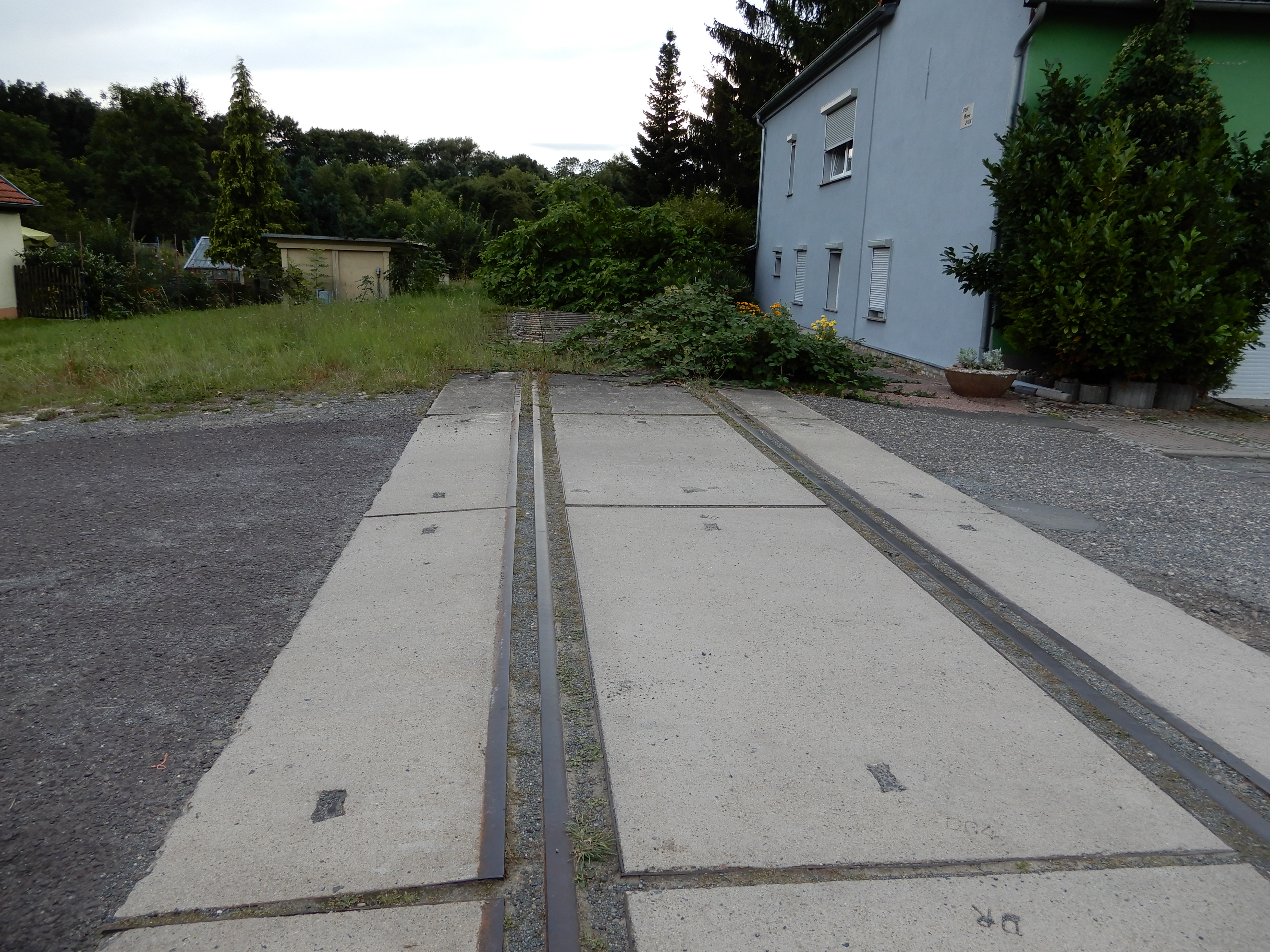
Querung der Lindenstraße in Ermsleben (2017)
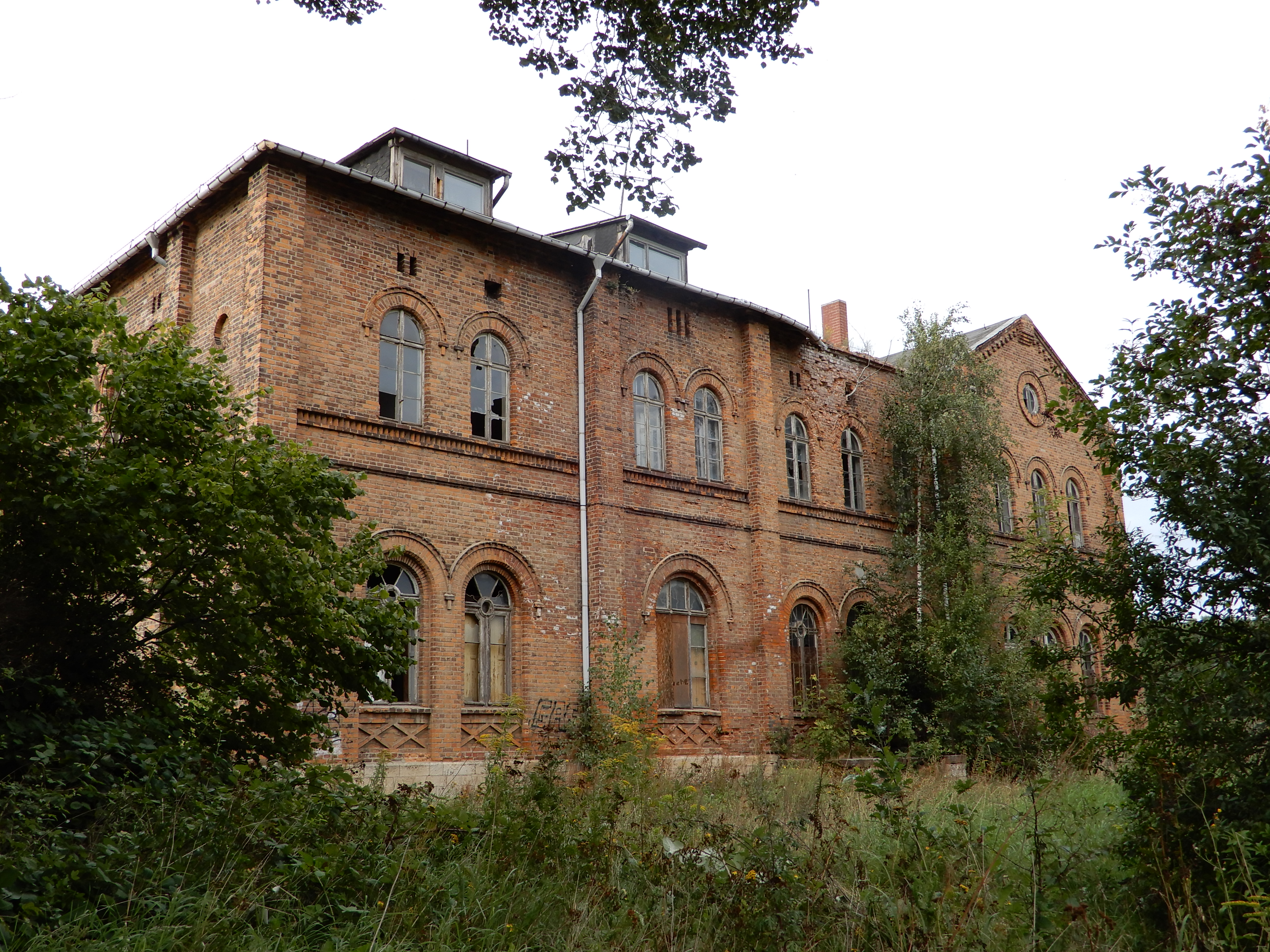
Ehemaliger Bahnhof Ermsleben (2017)
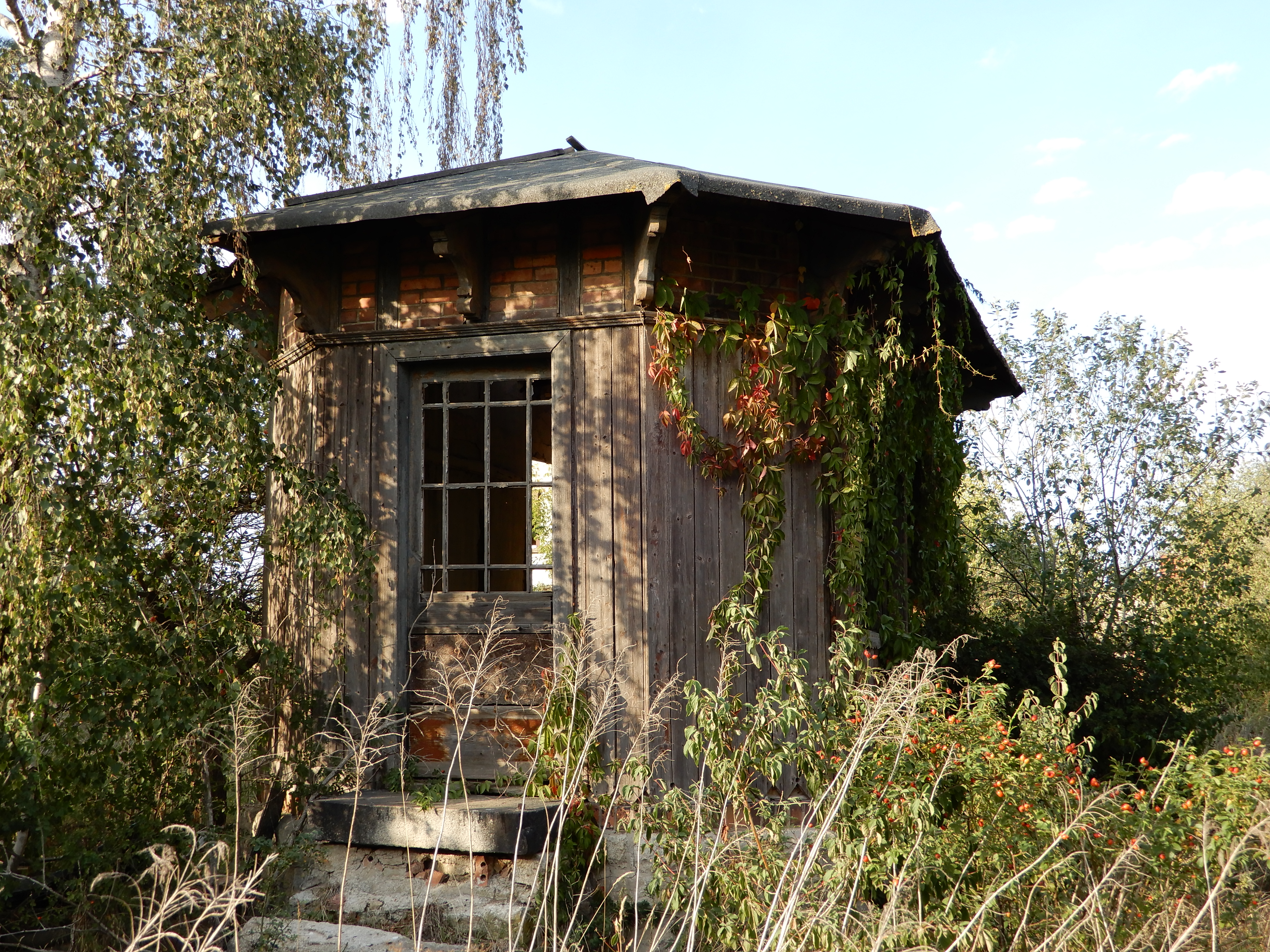
Ehemaliger Haltepunkt Reinstedt (2018)